# Liga der arabischen und islamischen Völker

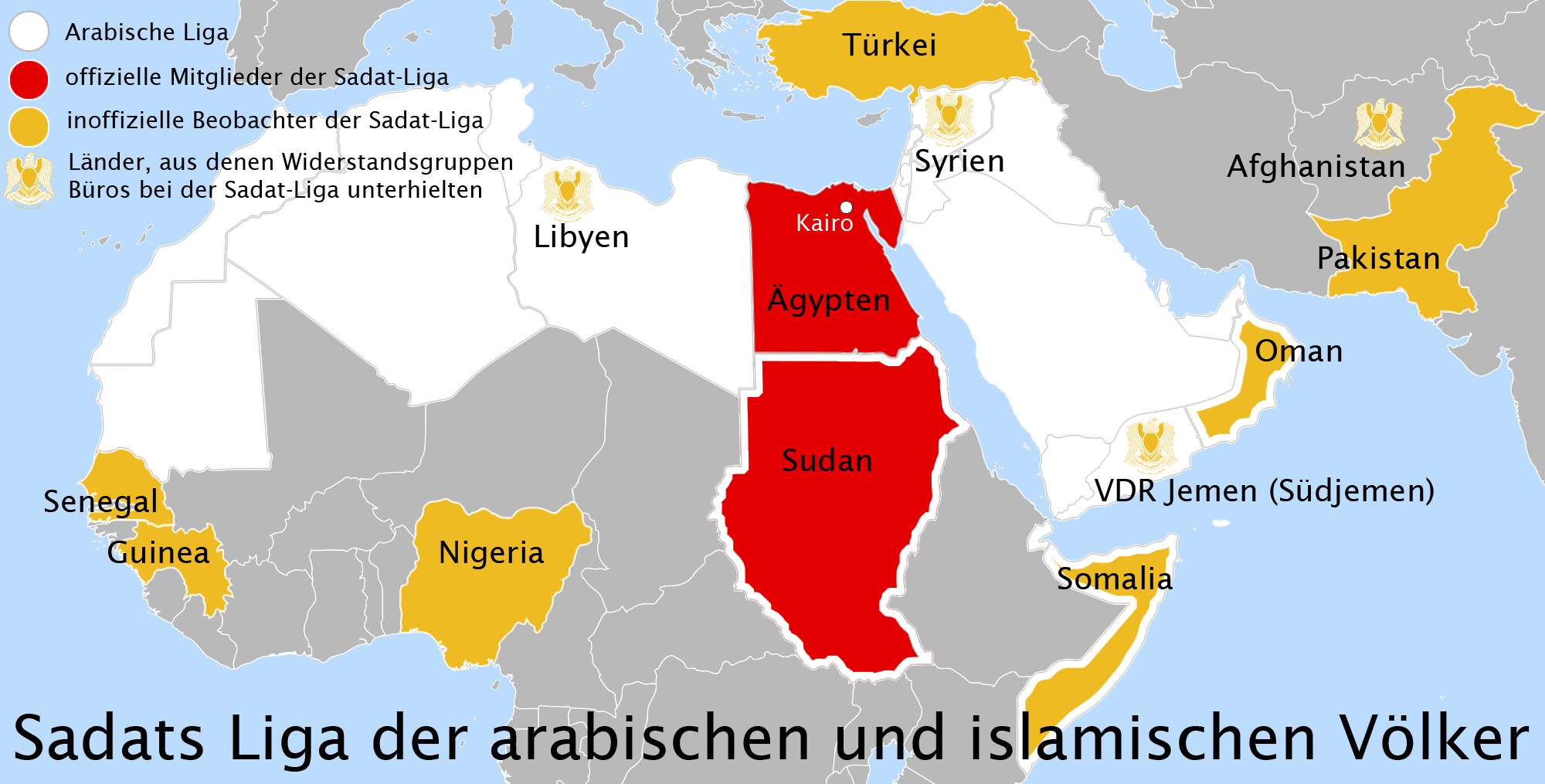
Nur Sudan trat Sadats Liga bei, blieb aber Mitglied der Arabischen Liga

Die Liga der arabischen und islamischen Völker (arabisch جامعة الشعوب العربية والإسلامية Dschamiat asch-Schuub al-islamiya al-arabiya, DMG ǧāmiʿat aš-šuʿūb al-islāmīya al-ʿarabīya, englisch League of Arab and Islamic Peoples, französisch Ligue des peuples arabes et islamiques) war der Versuch des ägyptischen Präsidenten Anwar as-Sadat, eine Gegenorganisation zur Arabischen Liga und zur Organisation für Islamische Zusammenarbeit zu etablieren. Die sogenannte Sadat-Liga bestand jedoch nur von November 1980 bis Februar 1983 und kam über die Gründungsphase nie hinaus.

## Ausgangssituation
Wegen des Separatfriedens mit Israel (Camp-David-Abkommen) war Ägyptens Mitgliedschaft sowohl in der Arabischen Liga als auch in der Organisation für Islamische Zusammenarbeit 1979 suspendiert worden. Die Arabische Liga verlegte ihr Hauptquartier nach Tunis, die meisten arabischen Staaten (außer Sudan, Somalia und Oman) brachen die diplomatischen Beziehungen zu Ägypten ab. Einige besonders unversöhnliche Regimes (Libyen, Algerien, Syrien, VDR Jemen, Irak) bildeten zusammen mit der PLO die Front der Standhaftigkeit und Ablehnung des ägyptisch-israelischen Friedens.
Angesichts der Isolation Ägyptens griff Sadat ein früheres Konzept auf, das ursprünglich als Erweiterung der Arabischen Liga um nichtarabische, vor allem schwarzafrikanische islamische Staaten gedacht war. Im leerstehenden Gebäude der Arabischen Liga in Kairo trat am 10. November 1980 unter Sadats Vorsitz der Rat der Liga der arabischen und islamischen Völker zu seiner konstituierenden Sitzung zusammen.

## Ziel und Zweck
Neben dem inoffiziellen Hauptziel, Ägyptens Isolation in der arabischen und islamischen Welt zu durchbrechen, gab sich Sadats Liga offiziell weitreichendere Ziele, wie z. B.
- den veränderten Herausforderungen und Gefahren zu begegnen und Verschwörungen ausländischer Mächte zu vereiteln
- arabisches und islamisches Gedankengut im Sinne eines aufgeklärten Reformislam zu fördern
- eine Arabisch-Islamische Entwicklungsbank zu errichten

Langfristig sollte eine Wirtschaftsgemeinschaft nach dem Vorbild der EWG entstehen.

## Organe und Mitglieder

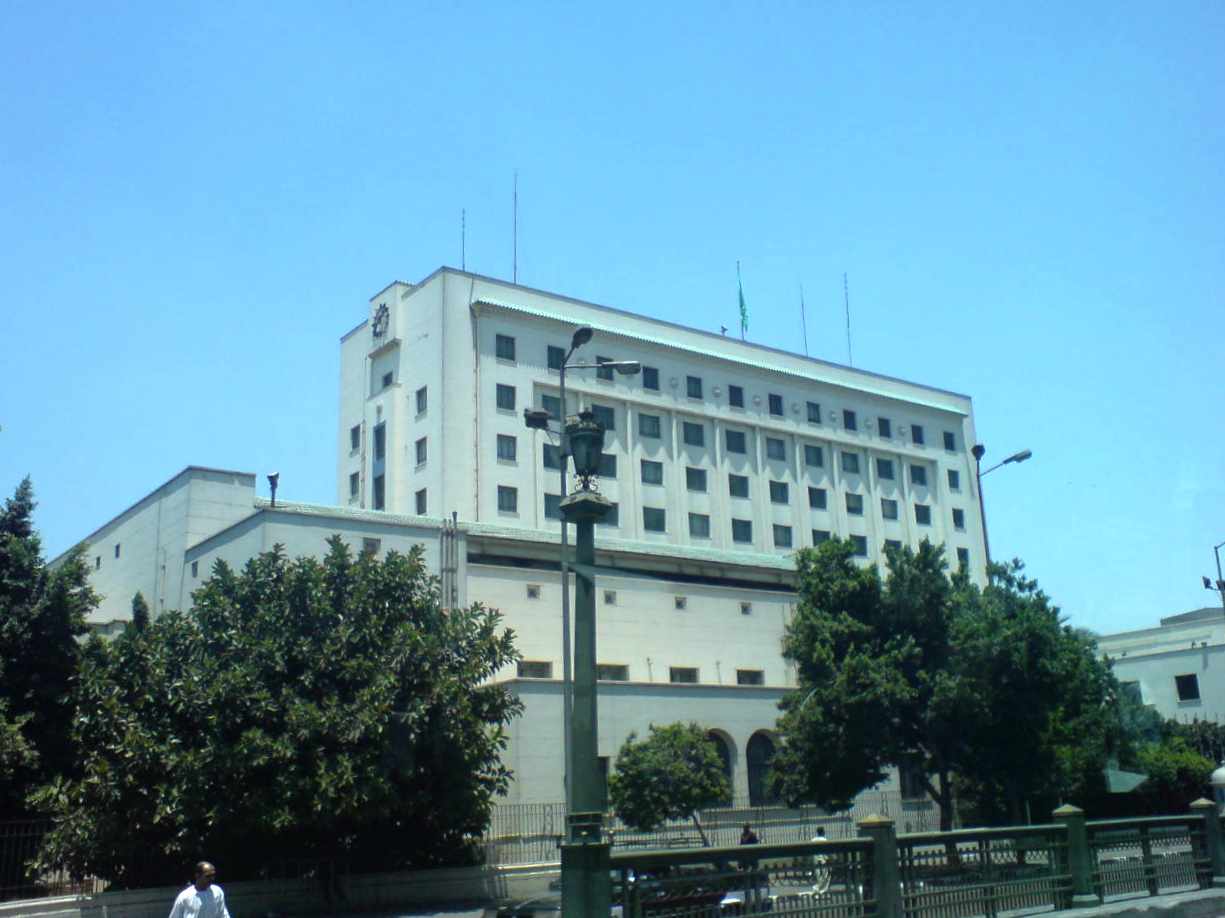
Das Hauptquartier der Arabischen Liga in Kairo war 1980–1983 Sitz der Sadat-Liga

Der 67-köpfige, aus islamischen Intellektuellen bestehende Rat der Liga wählte Sadat zum Präsidenten der Organisation, den ägyptischen Religionsminister Berri zum stellvertretenden Präsidenten und den früheren stellvertretenden Generalsekretär der Arabischen Liga, den Ägypter Sayed Nofal, zum Generalsekretär der neugegründeten Liga. Der Ägypter Abu Seif Radil wurde ihr Sprecher. Der Liga wurde das verlassene Hauptquartier der Arabischen Liga als Sitz zur Verfügung gestellt.
Eine offizielle Delegation entsandte jedoch nur der Sudan, mit dem Ägypten seit 1977 verschiedene Schritte zur wirtschaftlichen, militärischen und politischen Integration beider Staaten vereinbart hatte („Einheit des Niltals“). Inoffizielle Delegationen kamen aus Guinea, Nigeria, Oman, Pakistan, Senegal, Somalia und der Türkei nach Kairo. Für Widerstandsorganisationen aus Afghanistan, Libyen, Syrien und der VDR Jemen (Südjemen) sollten Liga-Büros eingerichtet werden. Tatsächlich entstand nur ein Büro für Afghanistan, für das Ägypten eine Million ägyptische Pfund zur Verfügung stellte.

## Scheitern und Auflösung
Auch nach ihrer baldigen Umbenennung in Liga islamischer Völker gelang es der Organisation nicht, die Isolierung Ägyptens auszugleichen. Zudem konnte sie zwischen Reformislam und zunehmender fundamentalistischer Islamisierung keinen Mittelweg finden. Nach Sadats Ermordung verlor dessen Nachfolger Husni Mubarak das Interesse an der erfolglosen Sadat-Liga. Mubarak stellte die Aussöhnung mit den arabischen Bruderstaaten über die Liga islamischer Völker und löste sie schließlich am 28. Februar 1983 auch formal auf. Im Januar 1984 wurde Ägypten daraufhin wieder in die Organisation für Islamische Zusammenarbeit aufgenommen.

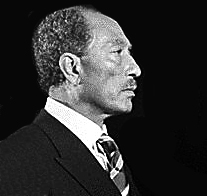
Ägyptens Präsident Anwar as-Sadat wollte 1980 ein Gegenstück zur Arabischen Liga schaffen
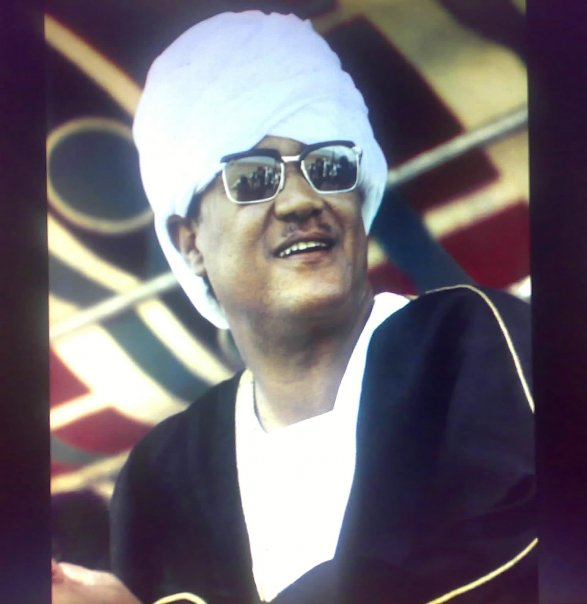
Sudans Präsident Numeiri unterstützte Sadat während der Isolation Ägyptens
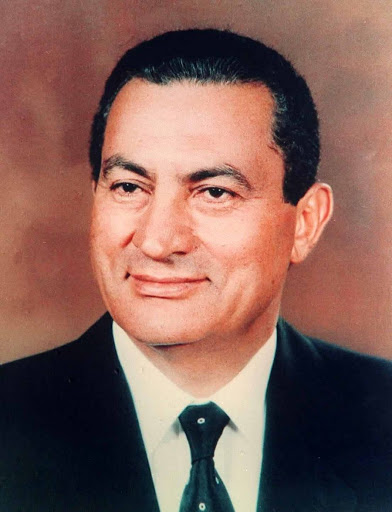
Sadats Nachfolger Husni Mubarak löste die erfolglose Organisation 1983 wieder auf

## Weblink
- Der Spiegel 4/1982 vom 25. Januar 1982: Was hat denn Syrien für den Golan getan? (SPIEGEL-Gespräch mit Hosni Mubarak), online (PDF)